# Embaixada do Brasil em Viena
A Embaixada do Brasil em Viena é a missão diplomática brasileira na Áustria. Está localizada na Pestalozzigasse 4 e também no Palais Rothschild, na Prinz-Eugen-Straße.